# Mateo Drežnjak
Mateo Drežnjak (Mostar, 8 marzo 1999) è un cestista bosniaco con cittadinanza croata.

## Palmarès
- Campionato bosniaco: 1

Široki: 2018-19
- Supercoppa ABA Liga: 1

Studentski Centar: 2023
- Coppa del Montenegro: 1

Studentski Centar: 2024